# 6794 Masuisakura
6794 Masuisakura (1992 DK) là một tiểu hành tinh vành đai chính được phát hiện ngày 26 tháng 2 năm 1992 bởi A. Sugie ở Đài thiên văn Dynic.